# Geotrigona mombuca
Geotrigona mombuca, popularmente conhecida como mombuca, guira, mombuquinha, papa-terra, guiruçu, iruçu-mineiro ou abelha-sem-ferrão, é uma espécie de abelha da subfamília dos apíneos (Apinae), endêmica da América do Sul e distribuída em áreas florestadas. Foi descrita por Frederick Smith em 1863.

## Nome
O nome popular abelha-sem-ferrão, que se comporta como sinônimo de abelha-da-terra, é comum de algumas espécies de apíneos. Mombuca, também registrado como mumbuca, mombucão ou mumbucão, deriva do tupi mu'mbuka como nome comum de abelhas da família dos meliponídeos. Guiruçu e iruçu, associados a uruçu, derivam do tupi eiru'su, em sentido definido. O termo tupi foi construído com e'ira ou ira, "mel", que por sua vez é uma redução de ei'ruwa, "abelha", e -uçu (redução de gwa'su, "grande"). Guiruçu foi registrado em 1958 e iruçu foi registrado em 1789. O nome genérico Geotrigona faz referência ao hábito das espécies desse grupo nidificarem em cavidades no solo.

## Taxonomia
Geotrigona mombuca foi descrita por Frederick Smith em 1863 na publicação Descriptions of Brazilian Honey Bees belonging to the Genera Melipona and Trigona, which were exhibited, together with Samples of their Honey and Wax, in the Brazilian Court of the International Exhibition of 1862. Sua localidade-tipo é o Brasil. Seu lectótipo é BMNH 17B 1092.

## Descrição
A operária de Geotrigona mombuca tem corpo de 5,4 milímetros de comprimento e a cabeça com 2,41 milímetros de largura. As espécies de seu gênero possuem metassoma curto, quase tão largo quanto o mesossoma, achatado dorsoventralmente. A margem retrodorsal da metatíbia da operária geralmente possui poucas cerdas plumosas, a maioria com apenas dois a seis ramos dispersos, não concentrados nos ápices. A margem apical da metatíbia é arredondada, unindo-se de forma contínua à curva distal superior, que é amplamente arredondada e não se projeta em ângulo ou dente distinto antes do ângulo superior; a margem apical é reta ou fracamente côncava. Não há manchas amarelas no tegumento. A nervura M da asa anterior é escura quase até a margem. Os discos do esterno metassômico apresentam cerdas abundantes, eretas, algumas com ápices curvos.

## Distribuição e habitat

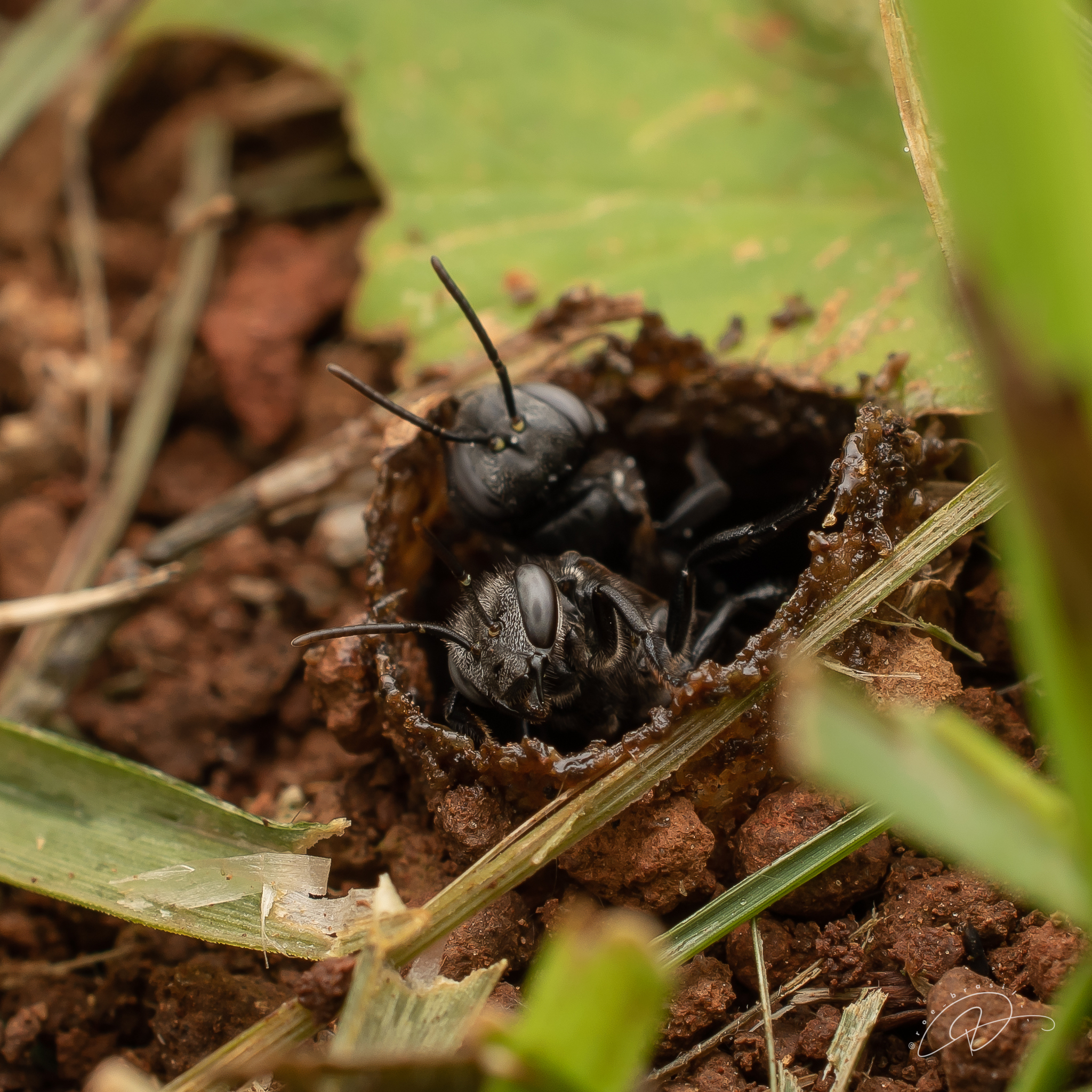
Ninho avistado em Franco da Rocha, em São Paulo

Geotrigona mombuca é endêmica da América do Sul e está presente no Paraguai, Argentina e Brasil, nos estados da Bahia (Boninal, Cocos, Lençóis), Distrito Federal, Goiás (Aragarças, Chapadão do Céu, Mineiros), Maranhão (Alto Parnaíba, São Luís), Mato Grosso (Campo Novo do Parecis, Chapada dos Guimarães, Cáceres, Porto Estrela), Mato Grosso do Sul (Ivinhema, Três Lagoas), Minas Gerais (Cônego Marinho, Uberlândia), Pará (Altamira), Piauí (Bom Jesus, Redenção do Gurgueia), São Paulo (Batatais, Cajuru, Cosmópolis, Ribeirão Preto), Tocantins (Itacajá, Lagoa da Confusão, Palmas) e Tocantins, nos biomas da Amazônia, Caatinga, Cerrado e Mata Atlântica. Em termos hidrográficos, ocorre nas sub-bacias do Araguaia, do Grande, do Itapecuru, do Paraguaçu, do Paraguai 03, do Paranaíba, do Paraná RH1, do Alto Parnaíba, do Alto e Médio São Francisco, do Tapajós, do Alto e Baixo Tocantins e do Xingu.

## Ecologia
Geotrigona mombuca visita flores de algodão (Gossypium hirsutum) e apresenta comportamento manso, não atacando seus observadores. Os ninhos da espécie são subterrâneos, geralmente instalados em cavidades previamente ocupadas por formigas-cortadeiras, ou localizados em estruturas não arbóreas. Apresentam favos de cria horizontais, dispostos de forma sobreposta ou helicoidal, com células reais envoltas por uma camada de invólucro que protege toda a estrutura. Os potes de alimento são de grande tamanho, com formato cilíndrico, esférico, cônico, alongado ou em forma de ovo, sendo distintos das células de cria. Há depósitos permanentes de detritos no interior do ninho, e aberturas na parte inferior podem funcionar como galerias de drenagem ou tubos de descarga de resíduos líquidos. A entrada pode ser do tipo críptica, sem tubo evidente e de pequenas dimensões, conectada ao ninho por um canal subterrâneo. As colônias são formadas por uma única rainha-mãe e cerca de 2 500 operárias, variando entre dois a três mil indivíduos. Durante o forrageamento, as operárias estendem suas peças bucais para depositar compostos químicos, formando trilhas odoríferas que auxiliam no recrutamento de outras companheiras às fontes de alimento.

## Conservação
Em 2018, Geotrigona mombuca foi classificada como pouco preocupante (LC) no Livro Vermelho da Fauna Brasileira Ameaçada de Extinção do Instituto Chico Mendes de Conservação da Biodiversidade (ICMBio). O Cerrado passa por um intenso processo de conversão de áreas naturais em pastagens e monoculturas. No entanto, devido à ampla distribuição da espécie, à existência de unidades de conservação de proteção integral no bioma e à presença de remanescentes de vegetação nativa, não há evidências de ameaças com impacto significativo que elevem o risco de extinção da espécie. Ao longo de sua área de distribuição ocorre em algumas áreas de conservação: a Área de Proteção Ambiental das Cavernas do Peruaçu (APA Cavernas do Peruaçu), a Área de Proteção Ambiental do Planalto Central (APA Planalto Central), a Estação Ecológica Serra Geral do Tocantins (ESEC Serra Geral do Tocantins), o Parque Nacional das Emas (PARNA das Emas), a Área de Proteção Ambiental Bacia do Rio Pandeiros (APA Bacia do Rio Pandeiros), a Área de Proteção Ambiental Cochá e Gibão (APA Cochá e Gibão), a Área de Proteção Ambiental da Chapada dos Guimarães (APA Chapada dos Guimarães), a Área de Proteção Ambiental da Região Metropolitana de Belo Horizonte (Área de Proteção Ambiental Sul-RMBH), o Parque Estadual Serra do Rola Moça (PE Serra do Rola Moça), o Parque Estadual Veredas do Peruaçu (PE Veredas do Peruaçu), a Reserva Natural de Patrimônio Natural Estância Santa Inês (RPPN Estância Santa Inês), a Reserva Natural de Patrimônio Natural Fazenda Capão Bonito (RPPN Fazenda Capão Bonito) e a Terra Indígena Kraolândia (TI Kraolândia).